# Тостадо
Тостадо (исп. Tostado) — город и муниципалитет в департаменте Нуэве-де-Хулио провинции Санта-Фе (Аргентина), административный центр департамента.

## История
Населённый пункт был основан в 1891 году по распоряжению губернатора провинции. В 1970 году получил статус города.